# Loài vành đai

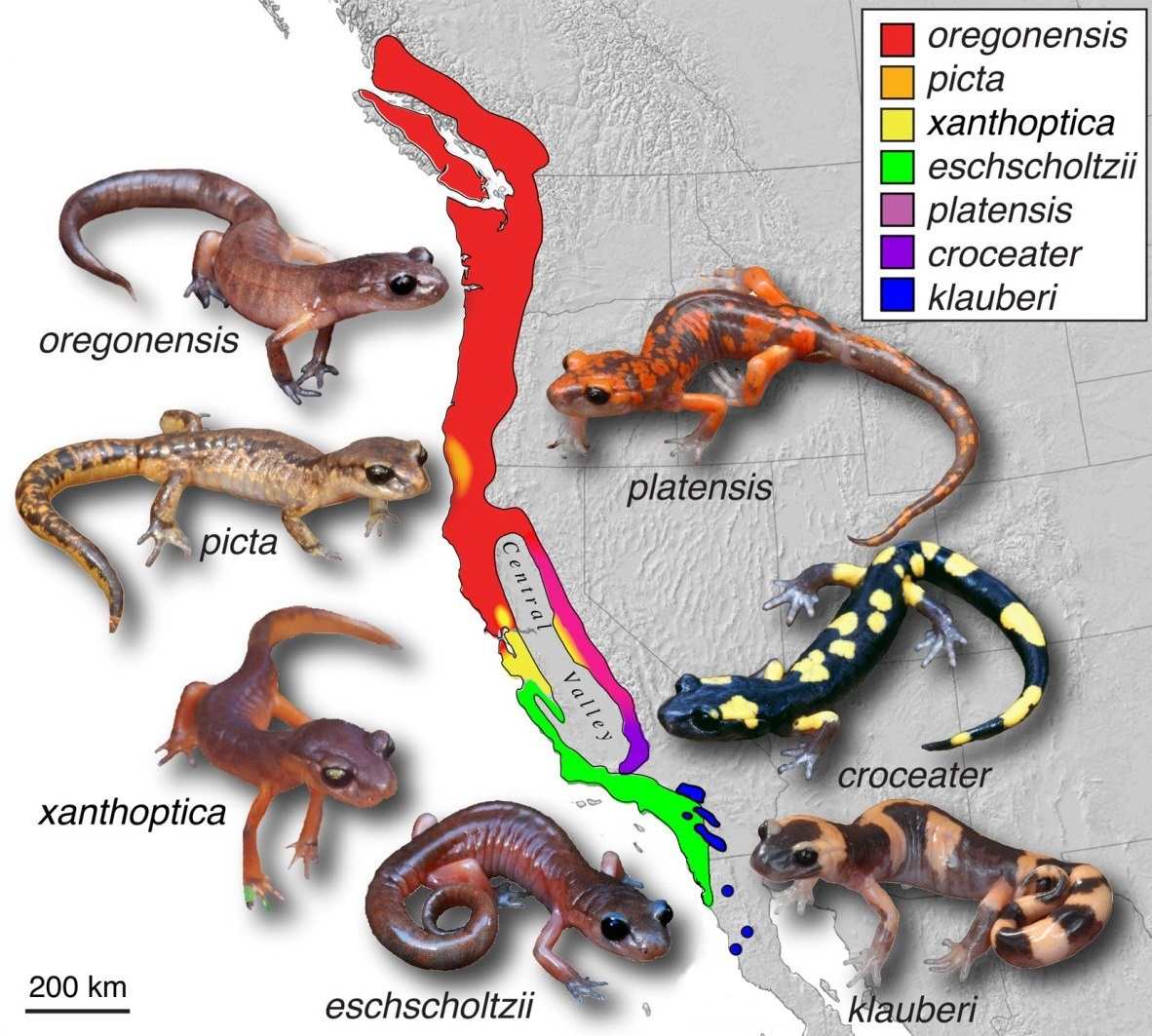
Bản đồ phân bố của các loài thằn lằn trong chi Ensatina đang vây quanh một khu vực lõi sinh thái

Loài vành đai (Ring species) là thuật ngữ sinh thái học đề cập đến một chuỗi liên kết của các quần thể loài có mối quan hệ láng giềng, mỗi loài có thể liên kết với các quần thể liên quan chặt chẽ, nhưng trong đó có ít nhất hai quần thể đóng vai trò kết thúc trong chuỗi, chúng có huyết thống quá xa để dẫn đến việc lai tạo, mặc dù có một dòng gen tiềm ẩn giữa mỗi quần thể liên kết. Các quần thể "kết thúc" không liên quan đến di truyền như vậy có thể cùng tồn tại trong cùng một khu vực, do đó đóng một "vòng" hay vành đai. Trong tiếng Đức, thuật ngữ Rassenkreis có nghĩa là một vòng tròn của quần thể.

## Đại cương
Các loài vành đai đã được xem xét, minh hoạt như là bằng chứng của sự tiến hóa trong đó chúng minh hoạ cho những gì xảy ra theo thời gian khi các quần thể biến đổi về mặt di truyền, đặc biệt vì chúng đại diện cho các quần thể sống, điều thường xảy ra qua thời gian giữa các tổ tiên của những loài không còn tồn tại và những loài đang hiện hữu. Richard Dawkins nói rằng các loài vành đai chỉ cho chúng ta thấy trong không gian không gian cái gì đó luôn phải xảy ra trong khoảng thời gian. Về mặt chính thức, vấn đề là sự giao thoa (khả năng giao phối) không phải là mối quan hệ qua lại - nếu A có thể sinh sản với B, và B có thể sinh sản với C, thì không có nghĩa là A có thể sinh sản với C - và do đó không xác định được một sự tương đương quan hệ. Một loài vành đai là một loài với một ví dụ ngược lại đối với sự chuyển đổi của lai tạo.
Loài vành đai cũng là một ví dụ thú vị về vấn đề loài đối với những người tìm cách phân chia thế giới sự sống thành những loài riêng biệt. Tất cả những gì phân biệt một loài chuông từ hai loài riêng biệt là sự tồn tại của các quần thể kết nối, nếu đủ số lượng quần thể kết nối trong vanh đai bị phá vở để cắt đứt sự kết nối giống thì các quần thể xa xôi của loài vành đai sẽ được công nhận là hai loài riêng biệt. Vấn đề đặt ra là định lượng toàn bộ vòng như một loài duy nhất (mặc dù không phải tất cả các cá thể đều có thể lai giống) hoặc phân loại mỗi quần thể như một loài riêng biệt (mặc dù nó có thể lai tạp với các loài xóm giềng lân cận). Loài vành đai cho thấy khái niệm loài không rõ ràng như nó thường được cho là vậy.